# Asplenium rutshuruense
Asplenium rutshuruense är en svartbräkenväxtart som beskrevs av Taton och Pichi-serm. Asplenium rutshuruense ingår i släktet Asplenium och familjen Aspleniaceae. Inga underarter finns listade.